# Ушачский сельсовет
Ушачский сельсовет (бел. Ушацкі сельсавет; до 2004 года — Лутовский) — административная единица на территории Ушачского района Витебской области Республики Беларусь. Административный центр — городской посёлок Ушачи.

## История
29 апреля 2004 года Лутовский сельсовет переименован в Ушачский.

## Состав
Ушачский сельсовет включает 30 населённых пунктов:
- Березки — деревня
- Глыбочка — деревня
- Граденец — деревня
- Двор-Плино — деревня
- Заборовно — деревня
- Замошье 1 — деревня
- Замошье 2 — деревня
- Заозерье — деревня
- Заполье — деревня
- Крошино — деревня
- Липовец — деревня
- Лозовка — деревня
- Лутово Сельцо — деревня
- Матырино — деревня
- Мощены — деревня
- Новое Село — деревня
- Островенец — деревня
- Паперино — деревня
- Плино — деревня
- Поповка — деревня
- Пуща — деревня
- Ровбы — деревня
- Солонец 1 — деревня
- Солонец 2 — деревня
- Станулево — деревня
- Старое Село — деревня
- Строкты — деревня
- Теличино — деревня
- Угринки — деревня
- Черничонки — деревня

## Достопримечательности
В 7 км северо-западнее городского посёлка Ушачи у деревни Новое Село расположен Мемориальный комплекс «Прорыв» - филиал учреждения культуры «Ушачский музей народной славы имени Героя Советского Союза Владимира Елисеевиа Лобанка».